# Chaos Beyond
Chaos Beyond ist eine fünfköpfige Melodic-Metalcore-Band aus Wien, Österreich.

## Geschichte
Martin Lucny (Gitarre) und Martin Prohaska (Schlagzeug) gründeten ihre erste gemeinsame Band 2006. Nach mehreren Umbenennungen und Umbesetzungen formten sie 2009 zusammen mit Nino Juric (Bass), Stephan Kutscher (Gitarre) und Sänger Robert Stefan die Band Chaos Beyond. Nach einer Tour im Vorprogramm von Cataract nehmen sie 2010 am österreichischen Bandcontest Metalchamp teil und belegten hinter Devastating Enemy den zweiten Platz. Terrasound Records, die dem Gewinner des Wettbewerbs einen Plattenvertrag zusicherten, nahmen die Zweitplatzierten unter Vertrag. Anschließend nahm die Band ihr Debütalbum Confessions of a Twisted Mind auf, dass im April 2011 erschien.
Im Mai 2011 kam ihr erstes Musikvideo zu My Sacrifice heraus, das mehrmals im Fernsehen zu sehen war. Mit dem Jahreswechsel 2011/2012 verließ Robert Stefan die Band. Nach intensiver Suche wurde Mike Kaos gefunden, der auch in dem im Mai 2012 erschienenen zweiten Video zu Crawling in the Dark zu sehen ist. Nach mehreren Konzerten in dieser Besetzung stand im Winter 2012 der nächste Studiobesuch an. Die Aufnahmen zum zweiten Album The Drawing Board dauerten bis 2013 an.
Wie die vorherigen Videos erschien das Video zu #oneclickaway im Mai 2013. Das dazugehörige Album The Drawing Board erschien am 14. Juni 2013. Das zweite Album war schon vor dem Release zum Bestseller des österreichischen Vertriebes Hoanzl aufgestiegen.
Ein Jahr später wurde die Band für den Amadeus Austrian Music Award, welcher als der wichtigste Musikpreis in Österreich gilt, in der Kategorie „Rock & Hard'n'Heavy“ nominiert.

## Stil
Chaos Beyond spielt Melodic Metal mit einer Mischung aus klarem und growlendem Gesang.

## Diskografie
- 2011: Confessions of a Twisted Mind (Album, Terrasound Records)
- 2013: The Drawing Board (Album, Terrasound Records)